# جرایم کوچک
جرایم کوچک (به انگلیسی: Small Crimes) یک فیلم سینمایی جنایی آمریکایی محصول سال ۲۰۱۷ به کارگردانی ایوان کاتز است. فیلمنامه توسط کاتز و میکن بلیر از رمانی به همین نام توسط دیو زلتسرمن اقتباس شده‌است. بازیگران اصلی این فیلم نیکولای کاستر-والدوگری کول، مالی پارکر، ماکون بلر، پت هیلی، جکی ویور و رابرت فورستر هستند. جرایم کوچک در ۱۱ مارس ۲۰۱۷ در جشنواره فیلم جنوب از جنوب غربی به نمایش درآمد و توسط کمپانی نتفلیکس در ۲۸ آوریل ۲۰۱۷ آمریکا منتشر شد.

## داستان
یک پلیس سابق که به جرم اقدام به قتل ۶ سال را در زندان سپری کرده بود اکنون آزاد شده و به دنبال رستگاری می‌گردد، اما به دام همان خرابکاری که قبلاً از خود به جا گذاشته بود، می‌افتد…